# Milano–San Remo 1908
Milano–San Remo 1908 a fost cea de a doua ediție a cursei Milano–San Remo, o cursă ciclistă clasică de o zi, organizată pe 5 aprilie 1908. Cursa a fost câștigată de belgianul Cyrille Van Hauwaert. Au terminat cursa 14 din cei 48 de participanți.

## Cursa
Cursa a fost afectată de vremea nefavorabilă, cu rafale de vânt și ploaie înghețată de la început până la sfârșit. Starea dramatică a drumurilor a contribuit la duritatea cursei, cauzând mai multe pene și defecțiuni mecanice.
Un mic grup de cicliști, în care se aflau toți concurenții importanți, s-a desprins pe Passo del Turchino. În Masone au rămas cinci dintre ei: belgianul Cyrille Van Hauwaert, italienii Rossignoli și Galetti și francezii Pottier și Lignon. În Finale Ligure, Van Hauwaert l-a abandonat pe ultimul său tovarăș, Lignon, și a mers singur până la sosire. În spate, Luigi Ganna, André Trousselier și Augustin Ringeval au pornit în urmărirea sa. Ganna s-a apropiat rapid, dar Van Hauwaert și-a păstrat avansul până la sosirea în Sanremo.
Van Hauwaert călătorise cu bicicleta din Belgia până la startul din Milano, prin intermediul antrenamentelor. La Paris i s-au alăturat mai mulți cicliști francezi, inclusiv Augustin Ringeval, care l-au însoțit la Milano.

## Rezultate
|    | Ciclist              | Echipă          | Timp         |
| -- | -------------------- | --------------- | ------------ |
| 1  | Cyrille Van Hauwaert | Alcyon-Dunlop   | 9h 32' 00"   |
| 2  | Luigi Ganna          | Atala–Dunlop    | + 3' 30"     |
| 3  | André Pottier        | Stucchi-Pirelli | + 6' 25"     |
| 4  | Augustin Ringeval    | Nil-Supra       | + 17' 40"    |
| 5  | Louis Trousselier    | -               | + 33' 00"    |
| 6  | Marcel Lequatre      | -               | + 47' 00"    |
| 7  | Giovanni Rossignoli  | -               | + 1h 5' 00"  |
| 8  | Jean Morini          | -               | + 1h 26' 00" |
| 9  | Carlo Andreoli       | -               | + 1h 26' 30" |
| 10 | Clemente Canepari    | –               | a.t.         |

## Legături externe
- Site web oficial